# Stazione di Fuchū-Hommachi
La stazione di Fuchū-Hommachi (府中本町駅?, Fuchū-Hommachi-eki) è una stazione ferroviaria situata della città di Fuchū, città conurbata con Tokyo, ed è servita dalle linee Musashino e Nambu della JR East.

## Servizi ferroviari
East Japan Railway Company
■ Linea Musashino
■ Linea Nambu

## Struttura
La stazione è dotata di un marciapiede a isola centrale per servire i binari terminali della linea Musashino, e due marciapiedi laterali con due binari passanti per la linea Nambu, tutti e quattro in superficie.
| 1   | ■ Linea Nambu     | per Noborito, Musashi-Kosugie Kawasaki              |
| 2-3 | ■ Linea Musashino | per Nishi-Kokubunji, Shin-Matsudo e Nishi-Funabashi |
| 4   | ■ Linea Nambu     | Bubaigawara e Tachikawa                             |

## Stazioni adiacenti
| «               | Servizio        | »               |
| Linea Musashino | Linea Musashino | Linea Musashino |
| --------------- | --------------- | --------------- |
| Capolinea       | Locale          | Kita-Fuchū      |
| Linea Nambu     |                 |                 |
| Minami-Tama     | Locale          | Bubaigawara     |